# Coventry Climax
Coventry Climax Ltd. var en brittisk tillverkare av gaffeltruckar, pumpar och specialmotorer och som även tillverkade formel 1-motorer under slutet av 1950-talet och 1960-talet.

## Historik
Företaget grundades av tidigare personal från Simms Daimler Motor Syndicate 1903 och blev känt då de levererade motorerna till traktorerna för Sir Ernest Shackletons Antarktisexpedition 1914.
Efter första världskriget började man leverera motorer till småbilstillverkare som  Clyno och senare även till Triumph, Morgan och Standard. De ekonomiska problemen under 1930-talet drabbade företaget hårt varför man även började tillverka pumpar till brandsprutor. 
Efter andra världskriget krävde det brittiska försvarsdepartementet lättare brandsprutor med högre kapacitet och 1950 konstruerade företaget en ny pumpmotor som kallades FW,  Feather Weight, på 1 020cc. Motorn visades på en motormässa i London där den bland annat uppmärksammades av racingfolk. Coventry Climax drog då slutsatsen att tävlingsframgångar skulle kunna ge företaget fler kunder, varför man designade FWA, som var en fjäderlätt bilmotor.
Den första Coventry Climax-motorn som användes för racing satt i en Kieft under Le Mans 24-timmars 1954, men bilen bröt loppet. Motorn blev populär inom sportvagnsracing  och följdes upp av en Mark II och sedan av en FWB, på nästan 1,5 liter. En sådan motor var enligt de nya formel 2-reglerna lämplig och blev därför snabbt standard i F2. Säsongen 1957 användes Climaxmotorer för första gången i formel 1 då Cooper tävlade med två bilar i Storbritannien 1957.  FWB-motorerna hade dock ersatts av FPF-motorer.
Stirling Moss vann företagets första F1-seger med en Cooper-Climax med en 2,0 liters motor i Argentina 1958.
Motorerna var dock inte tillräckligt starka och blev därför inte konkurrenskraftiga förrän  2,5-litersversionen av FPF togs fram och med vilken Jack Brabham och Cooper-Climax vann förar- och konstruktörsmästerskapen 1959. Samtidigt tog Climax fram FWE-motorn till sportbilen Lotus Elite, som bland annat tävlade i Le Mans 24-timmars i början av 1960-talet. Företaget började sedan konstruera och tillverka en 1,5 liters V8-motor, som benämndes FWMW, med vilken Jim Clark vann tre lopp 1962. V8:an vann ytterligare 19 lopp innan de nya motorerna med större volym introducerades 1966. 
Climax började även bygga en 16-cylindrig motor på 1.5 liter, beteckning FWMW. Det var en 180 graders V-motor, ej en boxer. (Två vevstakar på varje vevtapp). Den kom aldrig till användning, och då reglementet ändrades till 3-litersmotorer 1966 drog sig företaget ur F1. Climaxmotorerna tävlade för sista gången i Kanada 1969.
Coventry Climax fortsatte att tillverka motorer till gaffeltruckar för militärt bruk tills 1986 då företaget gjorde konkurs och motorkontraktet övertogs av Horstman Defence Systems.

## F1-meriter
| 1. Argentina 1958 2. Monaco 1958 3. Monaco 1959 4. Storbritannien 1959 5. Portugal 1959 6. Italien 1959 7. USA 1959 8. Argentina 1960 9. Monaco 1960 10. Nederländerna 1960 11. Belgien 1960 12. Frankrike 1960 13. Storbritannien 1960 14. Portugal 1960 15. USA 1960 16. Monaco 1961 17. Tyskland 1961 18. USA 1961 19. Monaco 1962 20. Belgien 1962 21. Storbritannien 1962 22. USA 1962 23. Belgien 1963 24. Nederländerna 1963 25. Frankrike 1963 26. Storbritannien 1963 27. Italien 1963 28. Mexiko 1963 29. Sydafrika 1963 30. Nederländerna 1964 31. Belgien 1964 32. Frankrike 1964 33. Storbritannien 1964 34. Mexiko 1964 35. Sydafrika 1965 36. Belgien 1965 37. Frankrike 1965 38. Storbritannien 1965 39. Nederländerna 1965 40. Tyskland 1965 |

| 1. Monaco 1959 2. Storbritannien 1959 3. Portugal 1959 4. Italien 1959 5. USA 1959 6. Argentina 1960 7. Monaco 1960 8. Nederländerna 1960 9. Belgien 1960 10. Frankrike 1960 11. Storbritannien 1960 12. Portugal 1960 13. USA 1960 14. Monaco 1961 15. USA 1961 16. Nederländerna 1962 17. Monaco 1962 18. Frankrike 1962 19. Storbritannien 1962 20. Italien 1962 21. USA 1962 22. Sydafrika 1962 23. Monaco 1963 24. Nederländerna 1963 25. Frankrike 1963 26. Storbritannien 1963 27. Tyskland 1963 28. Mexiko 1963 29. Sydafrika 1963 30. Monaco 1964 31. Nederländerna 1964 32. Belgien 1964 33. Frankrike 1964 34. Storbritannien 1964 35. USA 1964 36. Mexiko 1964 37. Sydafrika 1965 38. Frankrike 1965 39. Storbritannien 1965 40. Tyskland 1965 41. Italien 1965 42. Mexiko 1965 43. Monaco 1966 44. Tyskland 1966 |

| 1. Monaco 1959 2. Nederländerna 1959 3. Storbritannien 1959 4. Portugal 1959 5. USA 1959 6. Argentina 1960 7. Monaco 1960 8. Nederländerna 1960 9. Belgien 1960 10. Belgien 1960 11. Frankrike 1960 12. Portugal 1960 13. USA 1960 14. Monaco 1961 15. Nederländerna 1961 16. Storbritannien 1961 17. USA 1961 18. Nederländerna 1962 19. Monaco 1962 20. Belgien 1962 21. Storbritannien 1962 22. USA 1962 23. Sydafrika 1962 24. Belgien 1963 25. Nederländerna 1963 26. Frankrike 1963 27. Italien 1963 28. USA 1963 29. Mexiko 1963 30. Sydafrika 1963 31. Nederländerna 1964 32. Belgien 1964 33. Frankrike 1964 34. Storbritannien 1964 35. Österrike 1964 36. Mexiko 1964 37. Sydafrika 1965 38. Belgien 1965 39. Frankrike 1965 40. Nederländerna 1965 41. Tyskland 1965 42. Italien 1965 43. Mexiko 1965 44. Monaco 1967 |